# Graeme Souness
Graeme James Souness (* 6. květen 1953, Edinburgh) je bývalý skotský fotbalista. Hrával na pozici záložníka.
V dresu skotské reprezentace se zúčastnil tří světových šampionátů (1978, 1982, 1986). Celkem za národní tým odehrál 54 zápasů, v nichž vstřelil 4 branky.
S Liverpool FC třikrát vyhrál Pohár mistrů evropských zemí (1977/78, 1980/81, 1983/84). Pětkrát se s ním stal mistrem Anglie (1978/79, 1979/80, 1981/82, 1982/83, 1983/84), s Glasgow Rangers třikrát mistrem Skotska (1986/87, 1988/89, 1989/90). Se Sampdorií Janov získal v sezóně 1984/85 italský pohár.
V anketě Zlatý míč, která hledala nejlepšího fotbalistu Evropy, bodoval třikrát. Roku 1984 skončil šestý, roku 1978 patnáctý a roku 1985 jednadvacátý.
Po skončení hráčské kariéry se stal trenérem.